# Aero 45
Dimensions
L'Aero 45 est un bimoteur utilitaire, première production nationale tchèque de l’après-guerre et un succès commercial à l'exportation. La désignation de l’appareil ne constitue pas une continuation de la numérotation d’avant-guerre, mais fait référence à l’aménagement 4/5 places de la cabine.

## Conception
Le développement de cet appareil débuta en 1946. Dessiné par Jiři Bouzek, Ondřej Nemec et František Vik, c’est un monoplan métallique à aile basse cantilever et empennages classique, le train principal étant escamotable. Il se caractérise par un fuselage avant sans décrochement et largement vitré, probablement inspiré de l'avion de liaison allemand Siebel 204 qui fut produit par Aero durant la Seconde Guerre mondiale.
Le prototype immatriculé [OK-BCA, c/n Ae 45.1] effectua son premier vol le 21 juillet 1947. Un second prototype [OK-CCA, c/n Ae 45.2] prit l’air le 12 mars 1948. Les deux prototypes sillonnèrent l’Europe à des fins promotionnelles durant l’été 1948 et le premier exemplaire de série sortit d’usine le 16 avril 1949. La production n’a cessé en Tchécoslovaquie qu’en 1963.

## Variantes
- Aero 45 : Version de base, 200 exemplaires construits par Aero jusqu’en 1951.
- Aero 45S Super Aero : Évolution du précédent, dont 228 exemplaires ont été construits entre 1954 et 1959 par Let Kunovice, Aero étant trop absorbé par la production des chasseurs MiG-15.
- Aero 145 : Cette désignation fut initialement réservée à une version plus puissante de l'Aero 45 à moteur Walter 6-III de 160 ch envisagée en 1948/49, puis reprise pour une évolution de l’Aero 45S à moteur compressé Avia M332 de 140 ch[1]. 142 exemplaires produits par Let Kunovice à partir de 1957 pour les besoins d’Aeroflot.
- Aero 245 : Projet à moteur Walter 6-III de 160 ch.
- Aero 245 : Projet à moteur Walter 6-III de 160 ch.
- Suingari-1 : Aero 45S produit sous licence en République populaire de Chine pour l’Armée populaire de libération.

## Opérateurs

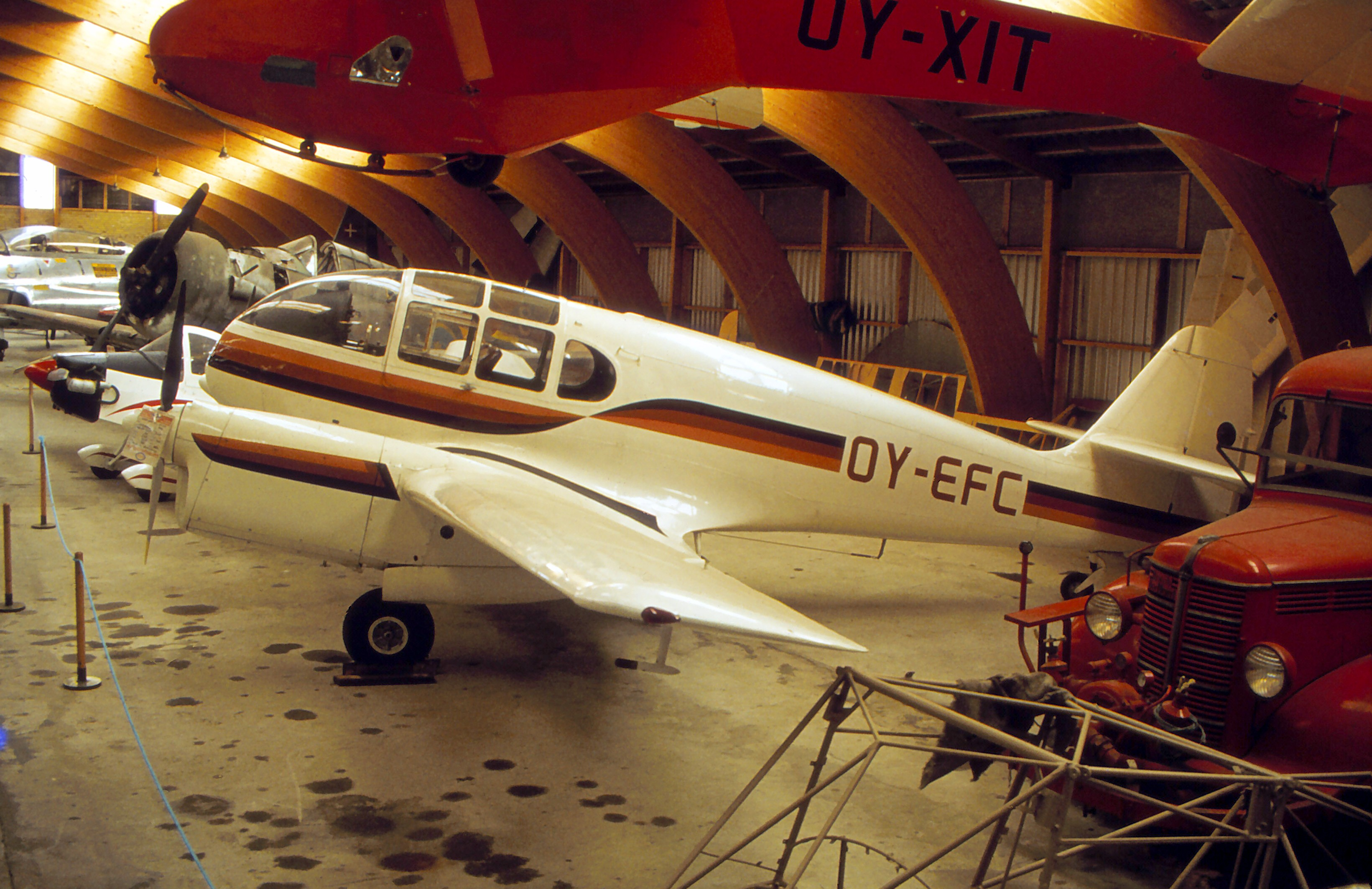
Super Aero 45

Outre la Tchécoslovaquie, où il a été utilisé par l’aviation militaire sous la désignation K-75 comme par CSA, cet appareil a été exporté notamment en :
- Allemagne de l'Est par Interflug comme par l'armée.
- Hongrie, principal importateur de l'Aero 45, où l’avion est connu sous le nom de Kócsag (Aigrette).
- Italie
- Pologne par LOT comme avion-ambulance.
- Roumanie par l'armée de l’air
- Suisse
- Union soviétique par Aeroflot pour l'entrainement de ses équipages